# Trichostrongylidae
Los tricostrongílidos (Trichostrongylidae) son una familia de nemátodos filiformes de 3 a 4 cm, no poseen cápsula bucal o es poco aparente. Su cutícula es lisa o estriada o con prolongaciones. Suelen ser cosmopolitas y habitan en zonas templadas y húmedas, generalmente endémicos.